# Districtul Black River
Black River este un district  în  statul Mauritius. Reședința sa este orașul Tamarin.